# 라글라이족
라글라이족(영어: Raglai people)은 베트남의 소수 민족이다. 라글라이족은 약 97,000명의 인구를 가진 참족과 관련이 있다. 대부분의 라글라이는 베트남 남부 중부 해안의 카인호아성과 베트남 남동부의 닌투언성에 산다.
라글라이족은 말레이폴리네시아어파의 언어를 사용한다.
그들은 아카 주카를 부르고 사라켄과 차피를 연주한다.

## 역사
라글라이족은 참파를 세운 참족과 언어적, 문화적 관계가 강하고 참족의 전승에서는 15세기 중반에 참파의 분가인 밧티눙, 참 왕조를 시작한 포카테이트의 후손이 현재의 라글라이족이라고 알려져 있다.
전통적으로 이동을 하며 화전농업을 생업으로 달랏 등 북부 산지에서 경작지를 찾아 남하하곤 했었지만, 반 프랑스 전쟁 이후는 전쟁을 피해 이동을 반복했다. 이 전쟁이 끝나자 1976년의 산지 민족의 정거정책과, 1985년 토지법의 시행에 따라 많은 라글라이족이 평지에 거주하게 되었다.

## 문화
라글라이족은 모계 사회이며, 모계 씨족 외 결혼 제도와 모계 막내 딸 상속 등의 규칙이 있다. 일단 라글라이족의 아들은 아버지의 이름에, 딸은 어머니의 이름에 가까운 발음의 이름을 붙이는 명명 관행을 가지고 있었지만, 반프랑스 전쟁부터 킨족 과의 협력 관계를 통해 군사상의 필요에 따라 모계 씨족의 성에 킨족풍의 이름을 채택하게 되었다. 또한 이전에는 금지된 이족 간의 결혼을 하는 사람도 늘고 있다.
라글라이족은 양(yang)이라는 신들이 모이는 신령 세계관을 가지고 동물 제물과 비야우라고 불리는 무당에 의한 의례를 하고 있다. 샤머니즘에 의한 신앙 체계는 정부에 의해 공식적으로는 금지되어 있었지만, 도이머이에 의한 자유화에 의해 전통적인 의례는 다시 활성화되고 있다.

## 같이 보기
- 자라이족
- 참파

## 참고 문헌
- 合田濤、綾部恒雄（編）、2005、「라글라이」, 『퍼스트 피플스의 현재: 동남아시아』2、 明石書店〈세계의 원주민〉 ISBN 475032082X